# Crucișător de linie

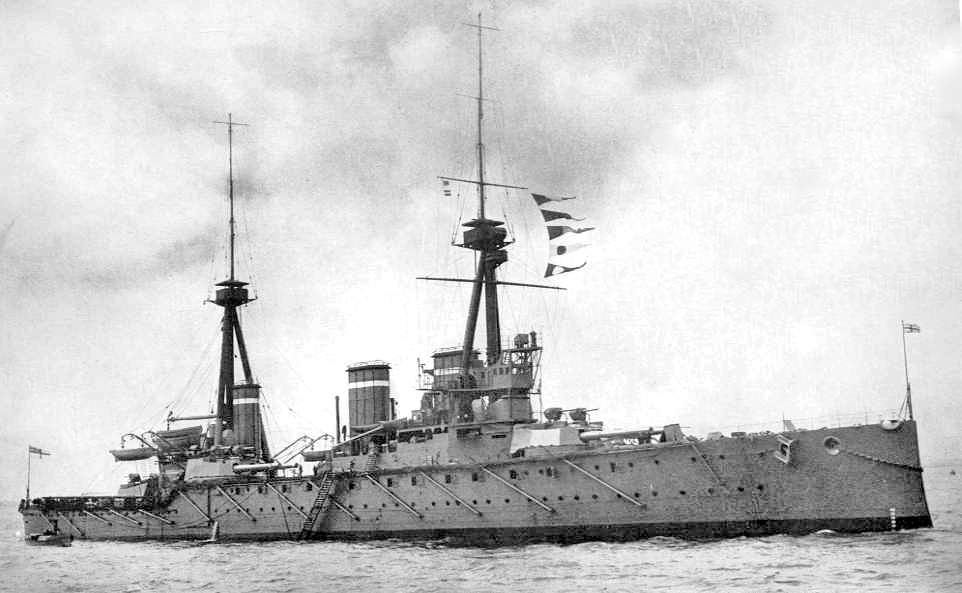
Crucişătorul de linie "HMS Invincible"

Crucișătorul de linie este un model de navă de război de mari dimensiuni folosit în prima jumătate a secolului XX, fiind introdus pentru prima oară în serviciu de către Marina Regală Britanică. Construit pentru a fi succesorul crucișătoarelor blindate, evoluția sa a fost mai apropiată de cea a cuirasatelor. Prima navă din această categorie, HMS Invincible (1907), a fost inițial denumită "crucișător cuirasat."
Crucișătoarele de linie aveau în comun cu cuirasatele același armament greu și erau de obicei la fel de mari și de costisitoare ca acestea. Fie blindajul, fie puterea de foc, a fost sacrificată în favoarea unei viteze mai mari, posibilă datorită motoarelor puternice și a formei zvelte a navei. Primele crucișătoare de linie aveau un blindaj semnificativ mai subțire decât al cuirasatelor echivalente, dovedind că nu au fost create pentru a sta în fața gurilor de foc pe care le purtau. Astfel navele de acest tip puteau produce mai multe distrugeri decât puteau suporta ele însele.